# 生命与环境科学工业学院
生命与环境科学工业学院（法語：Institut des sciences et industries du vivant et de l'environnement），也称为巴黎高科农业学院（法語：AgroParisTech）是隶属于法国农业部的一所工程师学校。学校为巴黎-萨克雷大学、大学校会议、巴黎高科的成员，拥有大型院校地位。学校将于2021年搬至萨克雷园区。

## 历史
2007年1月，学校由原来的巴黎-格里尼昂国立农学院（法語：Institut national agronomique Paris-Grignon）、国立乡村、水、森林学校（法語：École nationale du génie rural, des eaux et des forêts）和国立高等农业与食品工业学校（法語：École nationale supérieure des industries agricoles et alimentaires）三所大学校合并而成。

## 研究
学校共有32个实验室和研究单位，分别属于五个系：
- 农学、森林、水、环境工程科学
- 生命与健康科学
- 数学、信息、物理建模
- 经济、社会和管理科学
- 食品与生物产品科学与过程